# 黃若薇
黃若薇（英語：Vivi Huang，1985年3月31日—），曾任台灣的壹新聞記者、年代新聞氣象主播、新聞主播，曾任寰宇新聞台《寰宇晚間新聞》主播。2020年後擔任1111人力銀行發言人。112學年度，擔任致理科技大學行銷與流通管理系兼任講師。

## 經歷
- 2010年~2012年於壹電視擔任記者。
- 2012年3月~2015年5月年代新聞台主播兼任氣象主播[4]。
- 2015年6月，加入MOD體系寰宇新聞台一台及二台擔任1819《寰宇晚間新聞》專任主播[5]。
- 2020年3月31日，最後一次在寰宇新聞台播報1819《寰宇晚間新聞》，宣布離職。
- 2020年4月6日起，加入1111人力銀行擔任發言人。
- 2021年6月21日，發行暢銷著作【沒有目的才有趣：非典型人生的100種可能】。[6]。
- 2021年5月起，開始主持JET綜合台兒少節目《寶貝小廚神》。
- 2023年4月起，主持並監製東風衛視知性職場節目《請問老闆》。
- 2023年，擔任致理科技大學行銷與流通管理系兼任講師。
- 2024年，主持並監製東風衛視知性職場節目《請問老闆》第二季。
- 2024年10月30起，擔任《商業周刊》YouTube 頻道「 Wow！商業原來可以這樣搞 」主持人。

## 爭議
2017年10月，黃若薇與好友在泰國曼谷Siam Square髮型屋消費，卻因語言隔閡而產生誤會，導致以為不願付費。沙龍老闆聞訊趕到後，示意員工開直播，影片被放上Facebook，過程長達12分鐘，因此被網友熱烈討論。晚間，黃若薇前往店家致歉。

## 外部連結
- 黃若薇的臉書粉絲團 （页面存档备份，存于）
- 黃若薇的Instagram帳戶